# Wilfried Martensgebouw

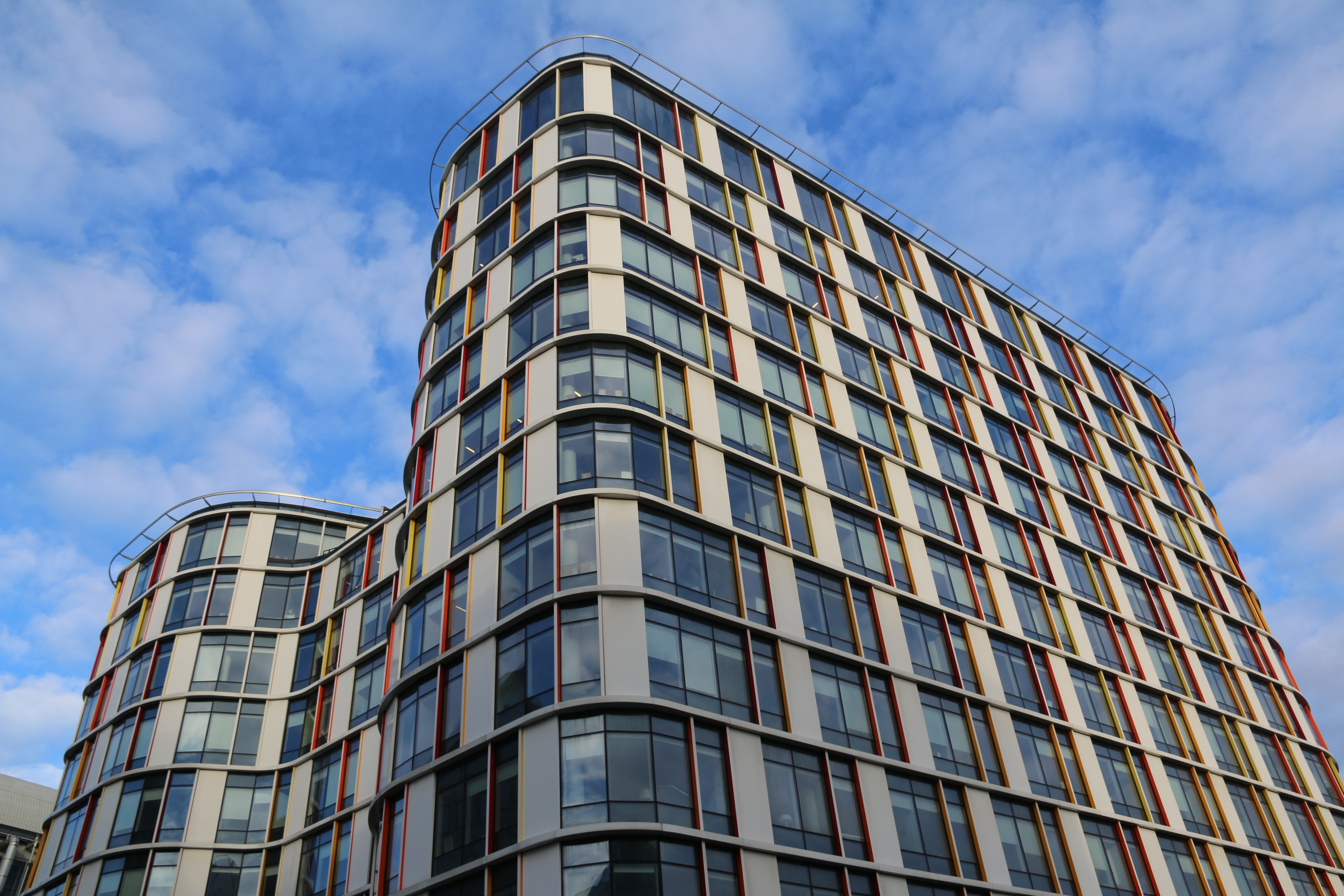
Wilfried Martensgebouw

Het Wilfried Martensgebouw (WIM) is een gebouw van het Europees Parlement aan de Belliardstraat 80 (kruising met de Trierstraat) in Brussel, vlak bij de Leopoldruimte. Het kantoorgebouw werd in 2016 opgeleverd door BESIX en  Jacques Delens. Het gebouw werd genoemd naar de voormalige premier van België en oud-voorzitter van de Europese Volkspartij Wilfried Martens. Het gebouw telt 13 verdiepingen.